# Vattenvärme
Vattenvärme kallas värme som utvinns ur en varm sjö, älv eller å med hjälp av ett flytande medium som cirkuleras i ett rörsystem beläget på botten. Den uppvärmda vätskan passerar en värmepump som koncentrerar värmeenergin och den koncentrerade värmeenergin kan sedan vid behov användas för att värma tappvarmvatten eller byggnader. Eventuellt kan också en ackumulatortank användas för att lagra värmen.
Samma typ av system kan användas för kylning om det kopplas åt andra hållet. Används till exempel för fjärrkyla.